# Lissonota manca
Lissonota manca är en stekelart som beskrevs av Brauns 1896. Lissonota manca ingår i släktet Lissonota och familjen brokparasitsteklar. Inga underarter finns listade i Catalogue of Life.